# 灵宝西站
灵宝西站位于中国河南省三门峡市灵宝市，是徐兰客运专线中段郑西客运专线上的一个三等客运站，主要承担着三门峡市下辖的灵宝市、卢氏县的来往旅客运输任务。

## 设施
站房总建筑面积4810平方米，站房长101.1米，宽37.7米。建筑总高度为16.80米，建筑层数为局部2层。候车厅宽敞明亮，可同时容纳300人候车，设计日均发送2000余人。
车站设正线2条、到发线2条、维修线3条。

## 历史
- 2008年12月，新灵宝站(灵宝西站)开工建设。
- 2010年2月6日，灵宝西站随郑西客运专线开通运营。